# Yves-Marie Le Gallou
Pour les articles homonymes, voir Le Gallou.
Yves-Marie Le Gallou, né le 11 juillet 1853 à Ploëzal (Côtes-du-Nord) et décédé le 1er novembre 1930 à Ploëzal, est un homme politique français.

## Biographie
Agriculteur, il s'investit dans les sociétés coopératives et les syndicats agricoles. Il est conseiller d'arrondissement de 1898 à 1925 et maire de Ploëzal de 1900 à 1919. Il est président de la société départementale d'agriculture de 1922 à 1929. Il est député des Côtes-du-Nord de 1921 à 1928, inscrit au groupe des républicains de gauche.

## Distinctions
- Officier de la Légion d'honneur (20 septembre 1920)[1]
- Commandeur de l'ordre du Mérite agricole (30 janvier 1909)

### Sources
1. ↑  « Recherche - Base de données Léonore », sur www.leonore.archives-nationales.culture.gouv.fr (consulté le 24 avril 2023)

- « Yves-Marie Le Gallou », dans le Dictionnaire des parlementaires français (1889-1940), sous la direction de Jean Jolly, PUF, 1960 [détail de l’édition]